# 弄曼
弄曼（意为“長滿‘曼’（一種可食用的水生植物）的水塘”）是缅甸掸邦臘戍縣腊戍镇区弄曼村组下辖的一个村。根据2014年人口普查，弄曼村有5,840名男性和5,716名女性，总人口11556人。该村附近有一座由靈鷲山佛教教團建设的弄曼大善園寺。
该村自2024年被缅甸民族民主同盟军接管，现划入缅甸联邦第一特区腊戌市联合区弄曼乡辖区。

## 教育
该村有弄曼果菁学校等华文学校。

## 经济
弄曼村大部分村民務農，近幾年主要種植玉米以出口到中國。